# Kamień z Jamą
Kamień z Jamą – skała we wsi Muchówka w województwie małopolskim, w powiecie bocheńskim, w gminie Nowy Wiśnicz. Pod względem geograficznym rejon ten należy do Pogórza Wiśnickiego w obrębie Pogórza Zachodniobeskidzkiego.
Kamień z Jamą to zbudowana z piaskowca skała znajdująca się w lesie na grzbiecie Paprockiej, na wysokości około 380 m n.p.m. Dojść do niej można z asfaltowej drogi Muchówka – Rajbrot idąc leśną drogą zaczynającą się około 150 metrów w kierunku Muchówki od położonego przy szosie cmentarza wojennego nr 303 – Rajbrot. Skała znajduje się w odległości około 800 m od szosy po prawej stronie leśnej drogi, za szlabanem i niewielką polanką. Ma pionowe lub przewieszone ściany z dużą nyżą u podstawy. Jest to Grota w Paprotnej. Na Kamieniu z Jamą uprawiany jest bouldering. Jest 14 dróg wspinaczkowych (baldów) o trudności od 5+ do 7a w skali francuskiej. Pozycje startowe do dróg zaznaczone są na skale żółtą strzałką. Start do wszystkich dróg z pozycji siedzącej lub stojącej. Wspinaczka odbywa się na ścianie północnej o szerokości 6 m.
Kamień z Jamą to jedna z czterech skał zaliczanych do grupy Nowa Muchówka. Najbliżej szosy znajduje się Huba, trzy pozostałe (Przedszkole, Kamień z Drzewem i Kamień z Jamą) znajdują się blisko siebie, jeszcze kilkaset metrów dalej, niż Huba. Kamień z Jamą jest środkową z nich. Na wszystkich tych skałach uprawiany jest bouldering. Ze względu na trudność odszukania i dalekie dojście skały nie są popularne.
1. Bez nazwy; 6b
2. Mruczuś; 6a+
3. Roots; 6b

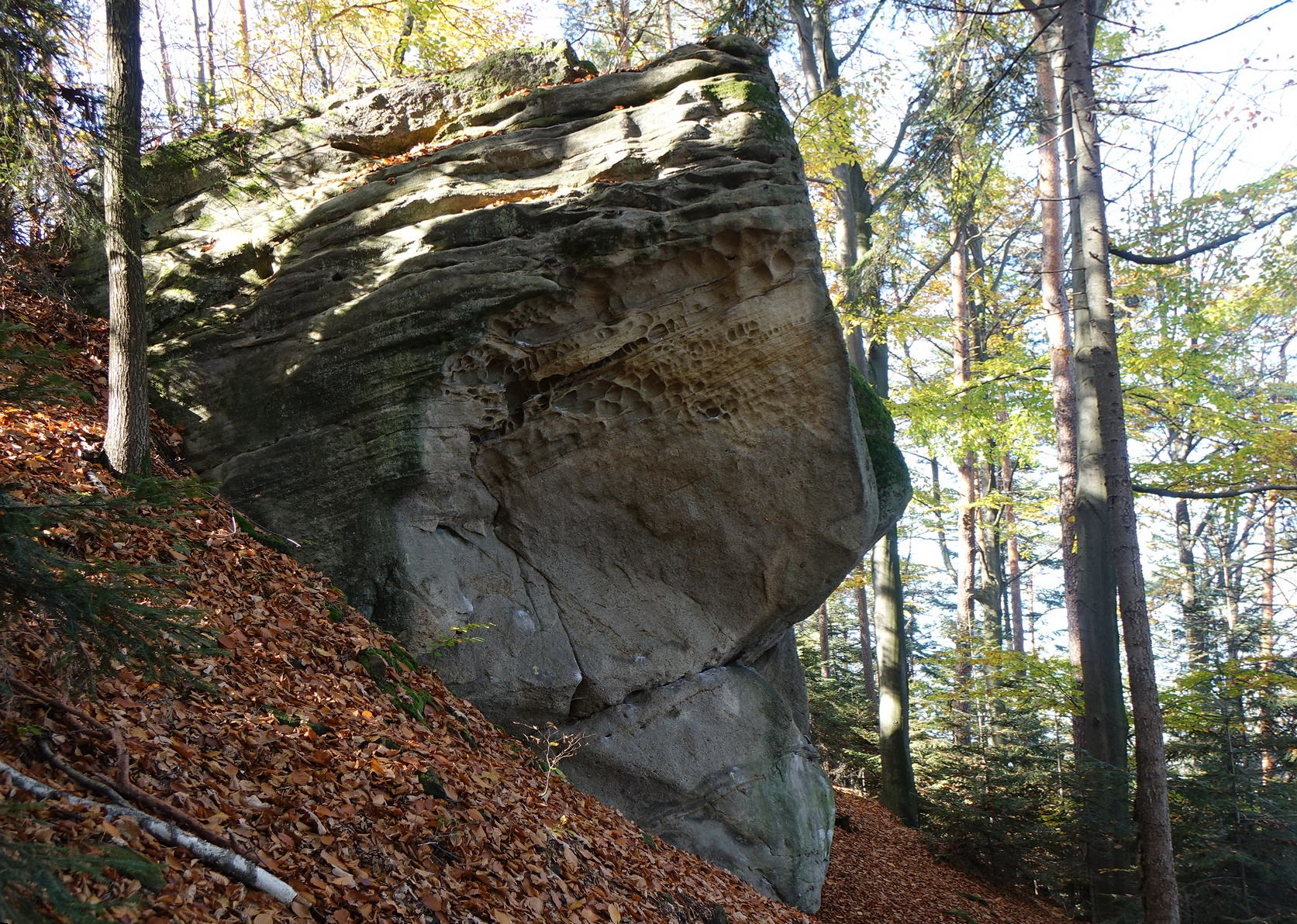
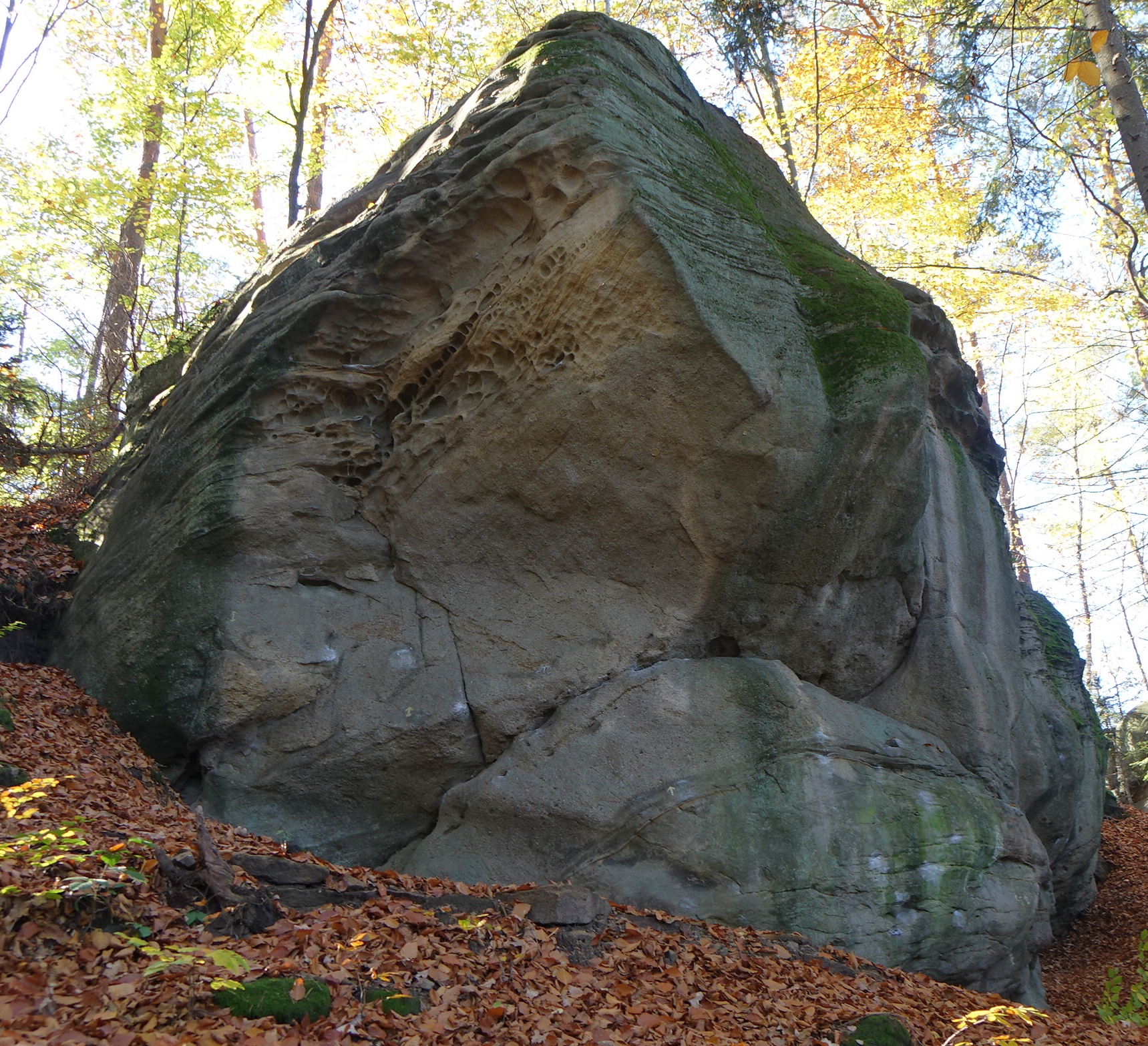
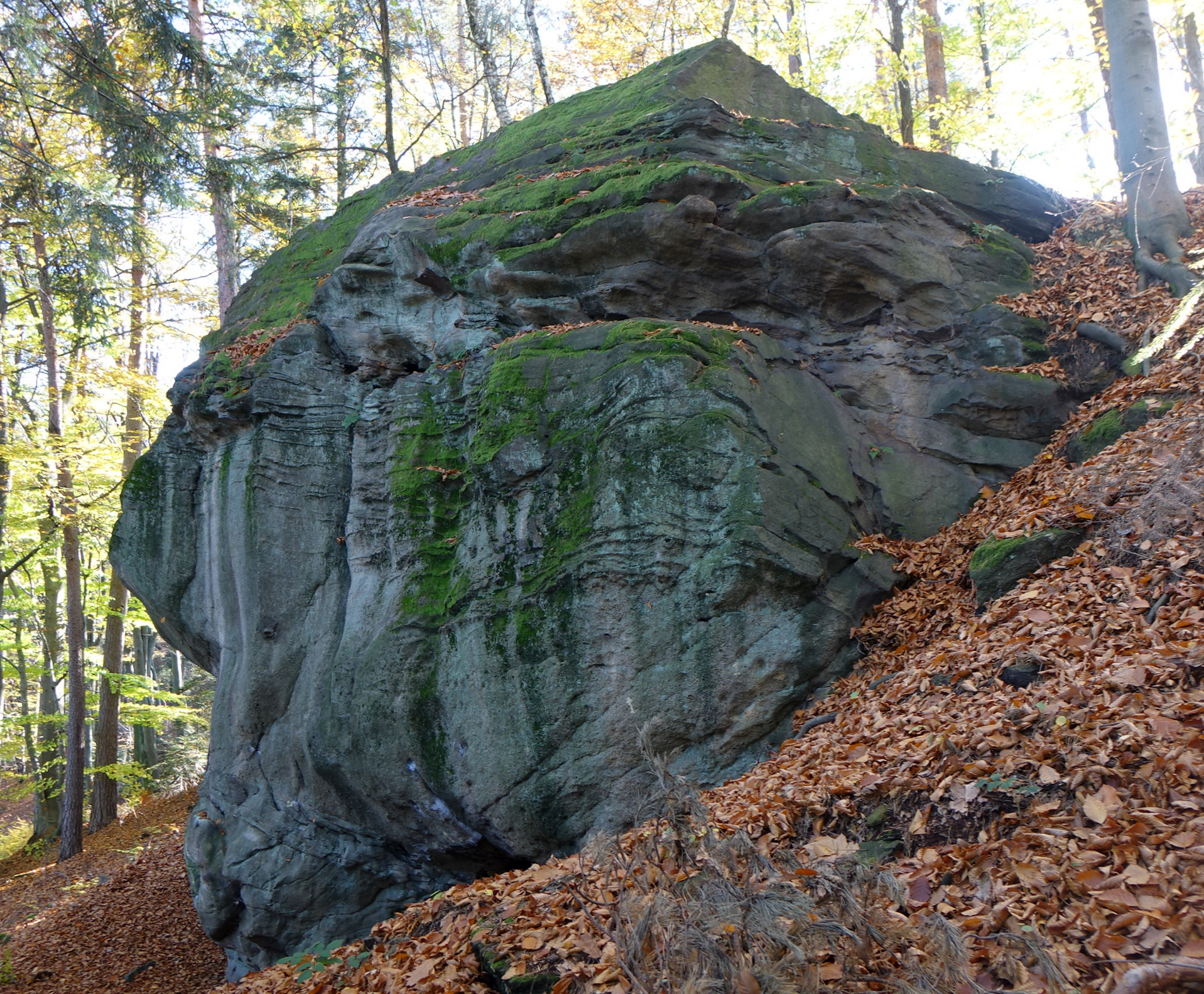

4. Bloody Roots; 6c+ (przez przyklejony kamień)
5. Super Dull; 7a (bez przyklejonego kamienia)
6. Neverland; 7a
7. 3 Bit; 6b+
8. What’s Up Duck; 6b+ (do półki)
9. Poker Face; 6c
10. Świński ryjek; 6c
11. Rejs w nieznane 7b+ (z podchwytu, bez cokołu)
12. Efemeryda; 6a (z podchwytu)
13. Bez nazwy; 5+
14. Bez nazwy; 5+[1].